# Табијано (Мачерата)
Табијано је насеље у Италији у округу Мачерата, региону Марке.
Према процени из 2011. у насељу је живело 20 становника. Насеље се налази на надморској висини од 521 м.